# Frühling zu zweit
Frühling zu zweit ist ein deutscher Fernsehfilm der Frühling-Fernsehserie von Michael Karen. Er wurde am 22. März 2015 erstmals im ZDF ausgestrahlt. Cornelia Froboess ist in dieser Folge in einer Gastrolle zu sehen, sie spielt eine einsame Bäuerin, die den Tod ihres Sohnes nicht wahrhaben will. 
Der Film erzählt die Geschichte der Dorfhelferin Katja Baumann, gespielt von Simone Thomalla, die Familien in Notsituationen zur Seite steht und gleichzeitig versucht, Frühling in die Herzen der Menschen zu tragen. Es ist der neunte Film einer Reihe, in deren Mittelpunkt ein Dorf mit Namen Frühling steht.
Marco Girnth ist in einer wiederkehrenden Rolle als Tierarzt Mark Weber besetzt und Carolyn Genzkow als Katjas Tochter Kiki sowie Carolien Ebner als Ärztin Dr. Schneiderhahn. Johannes Herrschmann hat in dieser Folge seinen ersten Auftritt als Pfarrer Sebastian Sonnleitner. Die Haupt-Gaststars dieser Folge sind neben Cornelia Froboess, Merab Ninidze, Florentine Lahme, Ava Celik und Vedat Erincin.

## Handlung
Dorfhelferin Katja erhält von Pfarrer Sonnleitner die frohe Botschaft, dass sie ab sofort die Leitung der Dorfhelferinnen-Station „Hand in Hand“ übernehmen soll. Ehe sie sich jedoch richtig darüber freuen kann, wartet ein neuer Fall auf Katja. Die alleinstehende Bäuerin Maria Sindlfinger ist von einer Leiter gefallen und muss mit einem gebrochenen Arm in der Klinik bleiben. Katja soll auf dem Hof der alten Frau nur nach den Tieren sehen, doch bietet sich ihr ein wüster Anblick: Im und um das Bauernhaus herrscht das reine Chaos. Vom Postboten erfährt Katja, dass Maria darauf wartet, dass ihr Sohn Tony sie besuchen kommt. Bei seiner Rückkehr soll er dann sehen, wie hilflos und überfordert seine Mutter ist, was ihn dazu bewegen soll, zu ihr zurückzukehren.
Während Katja ein wenig Ordnung schaffen will, begegnet ihr Cem, ein gut aussehender Zahnarzt aus Berlin, der seinen Verwandten beim Umzug hilft, die den Bauernhof unweit von Maria Sindlfingers Grundstück gekauft haben. Katja ist sehr angetan vom Charme Cems und verabredet sich mit ihm zum Abendessen. Zuvor heißt es jedoch, die Tiere zu versorgen und ein wenig aufzuräumen, was Maria allerdings auf die Palme bringt, als sie vorzeitig wieder aus der Klinik nach Hause kommt. Mürrisch schickt sie Katja wieder weg, die aber klarstellt, dass sie am nächsten Tag wiederkommen werde.
Kaum zu Hause angekommen, wird Katja Zeugin eines handfesten Streits zwischen Mark Weber und dessen Lebensgefährtin Sophie. Sophie ist ernsthaft davon überzeugt, dass es mit Mark und ihr nicht gut gehen werde und zieht aus. Als sich Katja für den Abend hübsch zurechtmacht, geht ihre Tochter Kiki davon aus, dass sie das für Mark tut, und ist mehr als überrascht, als ihre Mutter von einem ihr fremden Mann abgeholt wird. Katja genießt den Abend, der für sie voller Überraschungen ist. Anstatt sie in ein Lokal zu führen, hat Cem ein romantisches Picknick mit vielen Lichtern und Blick auf das Dorf organisiert. Beide teilen zudem das Schicksal, verlassen worden zu sein.
Gut gelaunt bringt Katja am nächsten Morgen eine kleine selbst gebackene Torte für Maria mit, da sie von deren Geburtstag weiß. Allerdings lässt Maria niemanden ins Haus. So stellt Katja den Kuchen einfach vor die Tür. Es scheint schwierig, zu der griesgrämigen Frau einen Zugang zu bekommen, aber Katja gibt so schnell nicht auf. Doch lenken sie jetzt erst einmal die neuen Nachbarn ab. Der lebenslustigen türkischen Familie aus Berlin-Kreuzberg, die sich voll Eifer ihrer Bio-Landwirtschaft widmet, sagt Katja zu, für den Abend ein kleines Fest zu organisieren. Die Dorfhelferin hofft, dass sie Maria damit aus ihrer selbst gewählten Isolation locken kann. Während Cem ihr verspricht, sich um alles zu kümmern, versucht Katja Marias Sohn zu finden, um mit ihm zu reden. Aus Äußerungen Marias schließt sie, dass er im Nachbardorf verheiratet ist. Mit Hilfe des Pfarrers kann sie Anja Weiher ausfindig machen und erfährt so, dass Tony Sindlfinger schon seit vielen Jahren tot ist. Das Paar hatte sich bereits Weihnachten 2004 getrennt und Tony war sodann über die Feiertage allein nach Thailand gefahren und dem dortigen Tsunami zum Opfer gefallen. Anja sagt Katja auch, dass seine Mutter dies wüsste. So wie es aussieht, wolle sie das jedoch nicht wahrhaben.
Mit dem Wissen um Marias Kummer möchte Katja die einsame alte Frau nun erst recht dazu bewegen, an der für sie organisierten Geburtstagsfeier teilzunehmen. Trotz aller Mühe, die sich alle gemacht haben, ist Maria nicht dazu zu bewegen, ihr Haus zu verlassen. Zu tief hat sie sich in ihrem Kummer verstrickt. Einsam schläft sie später auf ihrer Küchenbank ein. Nachdem Katja sich von Cem verabschiedet hat, schaut sie noch einmal nach Maria und findet sie schlafend in der Küche. Umsorgend deckte sie Marie mit einer Decke zu und legt sich selbst auf die freie Seite der Bank, damit Maria in dieser Nacht nicht allein ist. Beide werden am nächsten Morgen von einer genervten Kiki geweckt, die sich Sorgen um ihre nicht nach Hause gekommene Mutter gemacht hat. Maria wird Zeuge, wie Kiki ihrer Mutter klarmacht, wie schlimm die Nacht für sie gewesen sei und dass man jemanden, den man liebe, nicht so im Ungewissen lasse. Das bewirkt, dass sie sich Katja nun endlich öffnet und mit ihr spricht. Sie besteht darauf, dass ihr Tony mit Anja in Thailand lebe. Kurzerhand fährt Katja mit ihr in das Dorf, wo Anja lebt und als Maria die junge Frau zusammen mit ihrer kleinen Familie sieht, verschließt sie sich der Realität nicht mehr länger.
Cem, der Katja gebeten hatte, ihn für ein Wochenende nach Berlin zu begleiten, was sie ihm in ihrer ersten Verliebtheit auch nicht direkt abgeschlagen hatte, muss sich nun jedoch mit Katjas Zweifeln, ob es richtig sei, eine Fernbeziehung zu beginnen, auseinandersetzen. Doch Cem durchschaut sie, denn es ist eine Beziehung selbst, die Katja Angst macht, was auch ein Grund dafür ist, dass sie es nie geschafft hat, sich auf Mark voll und ganz eingelassen zu haben. Während Cem ohne sie abfährt, bleibt Katja deprimiert zurück. Doch kaum ist er weg, fährt sie ihm hinterher und ist sich sicher, dass die Entfernung von Frühling bis Berlin gar nicht so schrecklich weit ist.

## Produktion, Hintergrund
Die Episode wurde vom ZDF in Zusammenarbeit mit „Seven Dogs Filmproduktion“ und teamWorx Television & Film produziert und im Rahmen der ZDF-„Herzkino“-Reihe ausgestrahlt.
In dieser Folge wird zum ersten Mal erwähnt, dass die Dorfhelferinnen e. V. eine christliche Einrichtung ist und von der Kirche mitgetragen wird.

## Rezeption

### Einschaltquote
Bei der Erstausstrahlung am 22. März 2015 wurde Frühling zu zweit in Deutschland von 5,40 Millionen Zuschauern gesehen, was einem Marktanteil von 14,4 Prozent entsprach.

### Kritik
Rainer Tittelbach von tittelbach.tv kommt zu der Wertung: „Dass sich – wie am Sonntag im ‚Herzkino‘ generell – auch in und um Frühling etwas Grundlegendes tun sollte, haben die Macher offenbar selbst erkannt. Die Liebe könnte, so sie denn ernsthaft verhandelt wird, in Kombination mit dem Motiv Fernbeziehung, der Reihe durchaus neue Inspiration und emotionale Intelligenz verleihen. Wenn das über die küchenpsychologische Toleranz der Heldin und das larmoyante Trübsalblasen ihres einst in sie verliebten Mitbewohners hinausgehen würde, könnte die Reihe auch weiterhin eine Bereicherung des Pilcher-Lindström-Biotops sein. Die Besetzungen (nach Aglaia Szyszkowitz, Kai Wiesinger & Maria Simon diesmal Cornelia Froboess, der man allerdings eine etwas weniger grobschlächtige Läuterungsdramaturgie gewünscht hätte) konnten sich ja schon immer sehen lassen.“
Die Kritiker der Fernsehzeitschrift TV Spielfilm halten bei dieser Folge den Daumen seitwärts und urteilen: „Die Problemhäufung bleibt in dieser Episode halbwegs überschaubar.“ Fazit: „Endlich gibt’s die überfällige Lovestory!“